# Roujan
Roujan är en kommun i departementet Hérault i regionen Occitanien i södra Frankrike. Kommunen ligger i kantonen Roujan som tillhör arrondissementet Béziers. År 2022 hade Roujan 2 297 invånare.

## Befolkningsutveckling
Antalet invånare i kommunen Roujan
Referens:INSEE